# Dijkpolder (Maasland)
De Dijkpolder (Maasland en Maassluis) is een polder en een voormalig waterschap in de gemeenten Midden-Delfland en Maassluis, in de Nederlandse provincie Zuid-Holland. De Dijkpolder werd voorheen Ommedijkse Polder genoemd. De Spartelvaart of de Westgaag vormt de noordelijke grens van de Dijkpolder. In het westen wordt de polder begrensd door de Maasdijk, in het zuiden door de Noordvliet en in het oosten door de Zuidgaag. De polder wordt gekenmerkt door het open polderlandschap verdeeld in lange smalle stroken.
Het waterschap was verantwoordelijk voor de vervening, drooglegging en later de waterhuishouding in de polder. Bemaling van de Dijkpolder geschiedde met de Dijkmolen, die nu op vrijwillige basis de polder nog steeds bemaalt.

## Naam
De naam Dijkpolder komt van de Maasdijk waar de polder aan grenst. In 1391 stond de polder nog bekend onder de naam ‘Ommedyckpolder’.

## Ontstaan polder

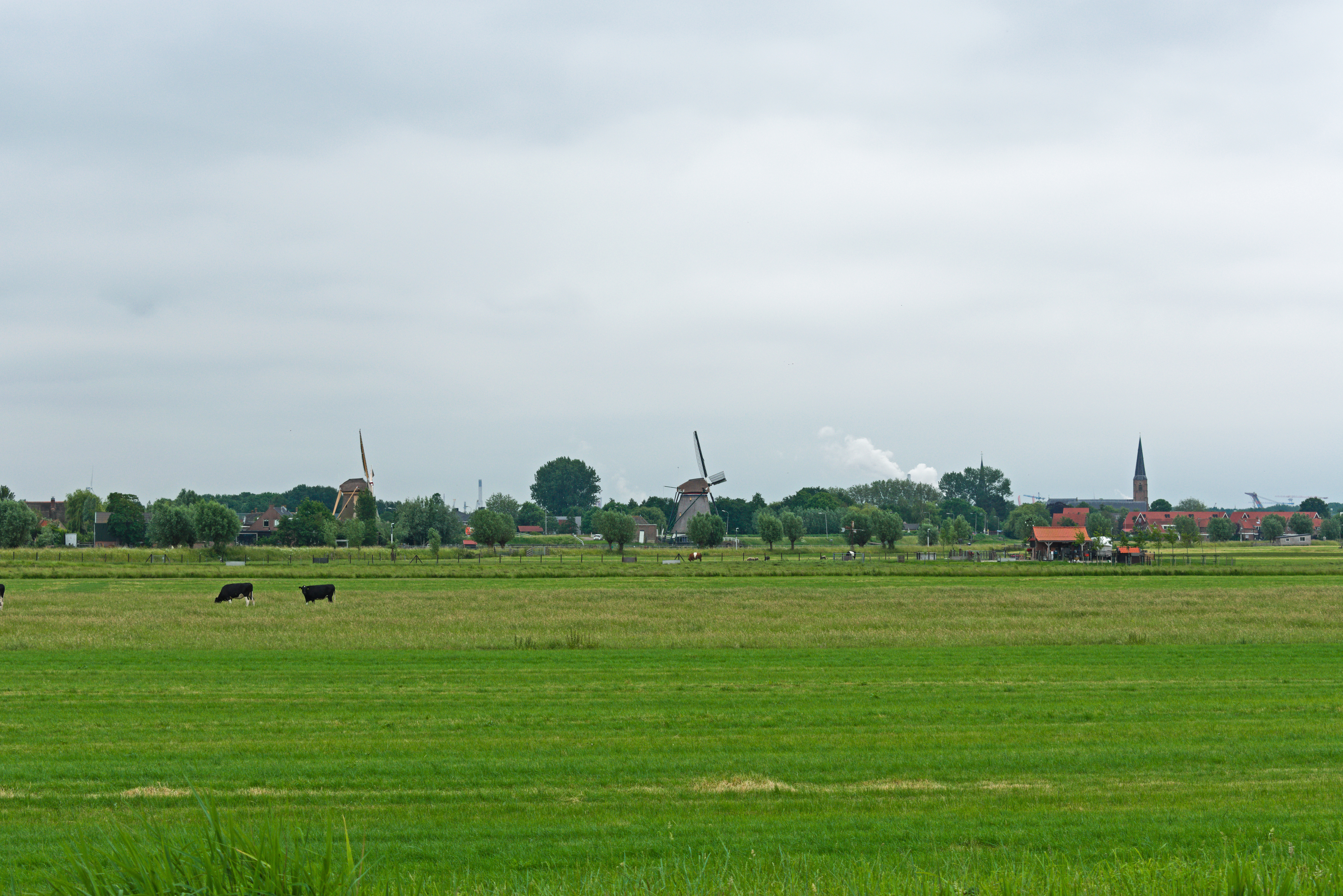
Dijkpolder met het open polderlandschap vanaf de Westgaag gezien. In de verte de bebouwing van Maasland met de toren van de Oude Kerk.

In de tiende eeuw werd gestart met het ontginnen van het gebied van de Dijkpolder, die samen met de Commandeurspolder en de Duifpolder een ontginningsgebied vormde. Hierdoor werd het gebied geschikt voor landbouw. De lange percelen liepen vanaf de Maasdijk door tot aan de Vlaardingervaart en werden nog niet onderbroken door de kades van de Zuidgaag of de Middelwatering. Het ontginnen van het gebied werd uitgevoerd vanuit het koningsdomein Maasland waarvan de locatie nabij de huidige Maasdijk gezocht moet worden. De precieze locatie is niet bekend omdat het waarschijnlijk is weggespoeld bij overstromingen in de twaalfde eeuw. Nadien is de bewoningskern verplaatst naar de huidige dorpskern van Maasland. De overstromingen zetten tevens een laag klei af in het gebied van de Dijkpolder. Tot waar de overstromingen het veenkussen bereikten, ontstond de Oost- en Zuidgaag.
De afwatering van overtollig regenwater verliep via de Gaag en de Spartelvaart op de Maas. Omstreeks 1330 werd de Noordvliet gegraven om de afwatering van het hele Hoogheemraadschap van Delfland te verbeteren. Dit werd tevens de zuidelijke grens van de Dijkpolder.
Door bodemdaling was natuurlijke afwatering niet meer mogelijk en een poldermolen werd nodig om water uit de polder te bemalen. In 1446 kregen de ingelanden van de Dijkpolder toestemming van het Hoogheemraadschap voor de bouw van een poldermolen. De Dijkmolen is een aantal keer gerenoveerd en vernieuwd en de huidige molen dateert uit 1718. Na het gereedkomen van een stoomgemaal in 1873 diende de molen voor reservebemaling. In 1919 is de stoomaandrijving van het gemaal vervangen door een elektrische aandrijving.
Het waterschapsbestuur van de polder werd, zoals alle polderbesturen in Delfland, opgeheven in 1977 en de taken werden overgenomen door het Hoogheemraadschap.

## Bewoningsgeschiedenis
Het gebied van de huidige Dijkpolder werd voor het eerst bewoond in de IJzertijd tussen de derde en vierde eeuw voor Christus. Voor die tijd was het gebied waarschijnlijk te nat voor bewoning en landbouw. Vanaf de tweede eeuw voor Christus werd het gebied waarschijnlijk verlaten vanwege overstromingen. In de Romeinse tijd namen het aantal nederzettingen in het gebied weer toe. Deze ontstonden op hogere delen in het landschap, zoals op oude oeverwallen. Eind derde kwart van de derde eeuw werd het gebied weer grotendeels verlaten. Hooguit werd de noordelijke Maasoever tot aan de vroege middeleeuwen nog bewoond. Het kweldergebied, dat de huidige Dijkpolder toen nog was, werd vanaf de tiende eeuw weer binnengetrokken met het droger worden van het klimaat. 
In de twaalfde eeuw werd de bewoningskern van Maasland verplaatst naar de huidige plaats. Er kwam een kerk dat het middelpunt vormde van de nieuwe woonplaats. Boeren bouwden boerderijen op hun eigen land en zo ontstond, haaks op de verkaveling, een lint van boerderijen midden in de Dijkpolder. Een ander lint met boerderijen ontstond langs de Zuidgaag. Twee adellijke huizen ontstonden langs het bewoningslint: Huis te Velde en Huis de Hoeve.

## Galerij

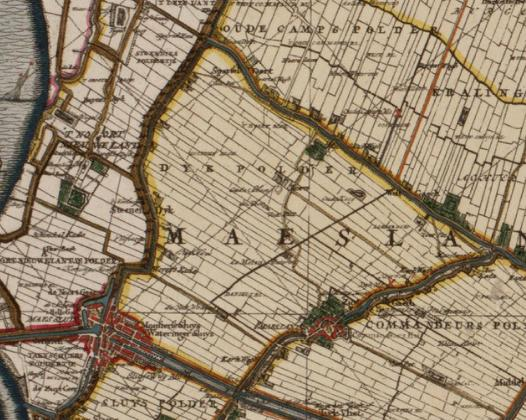
Kaart van de Dijkpolder, door Kruikius, 1712. Goed te zien zijn de langgerekte percelen.
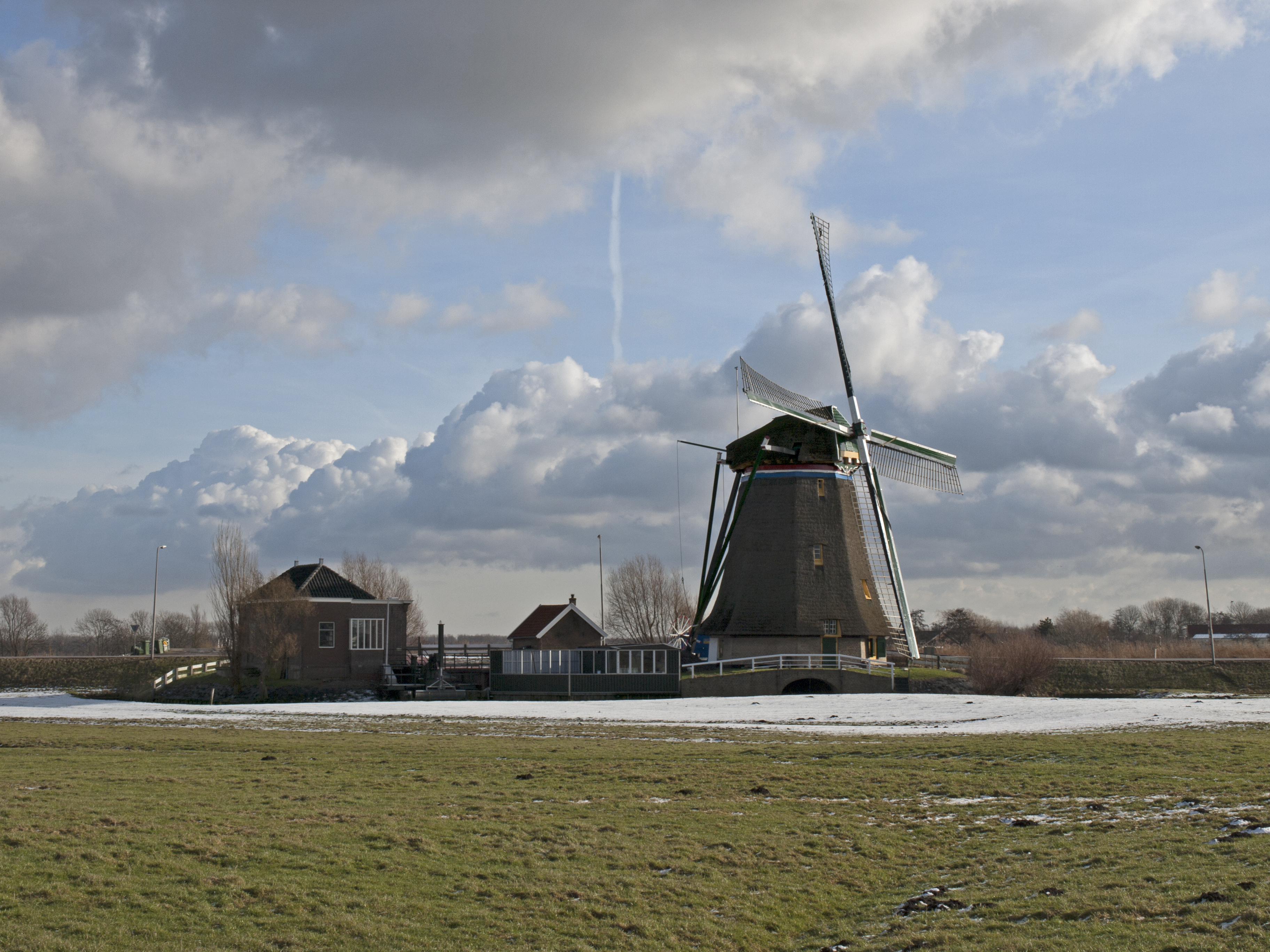
Dijkmolen uit 1718 naast het gemaal uit 1873.
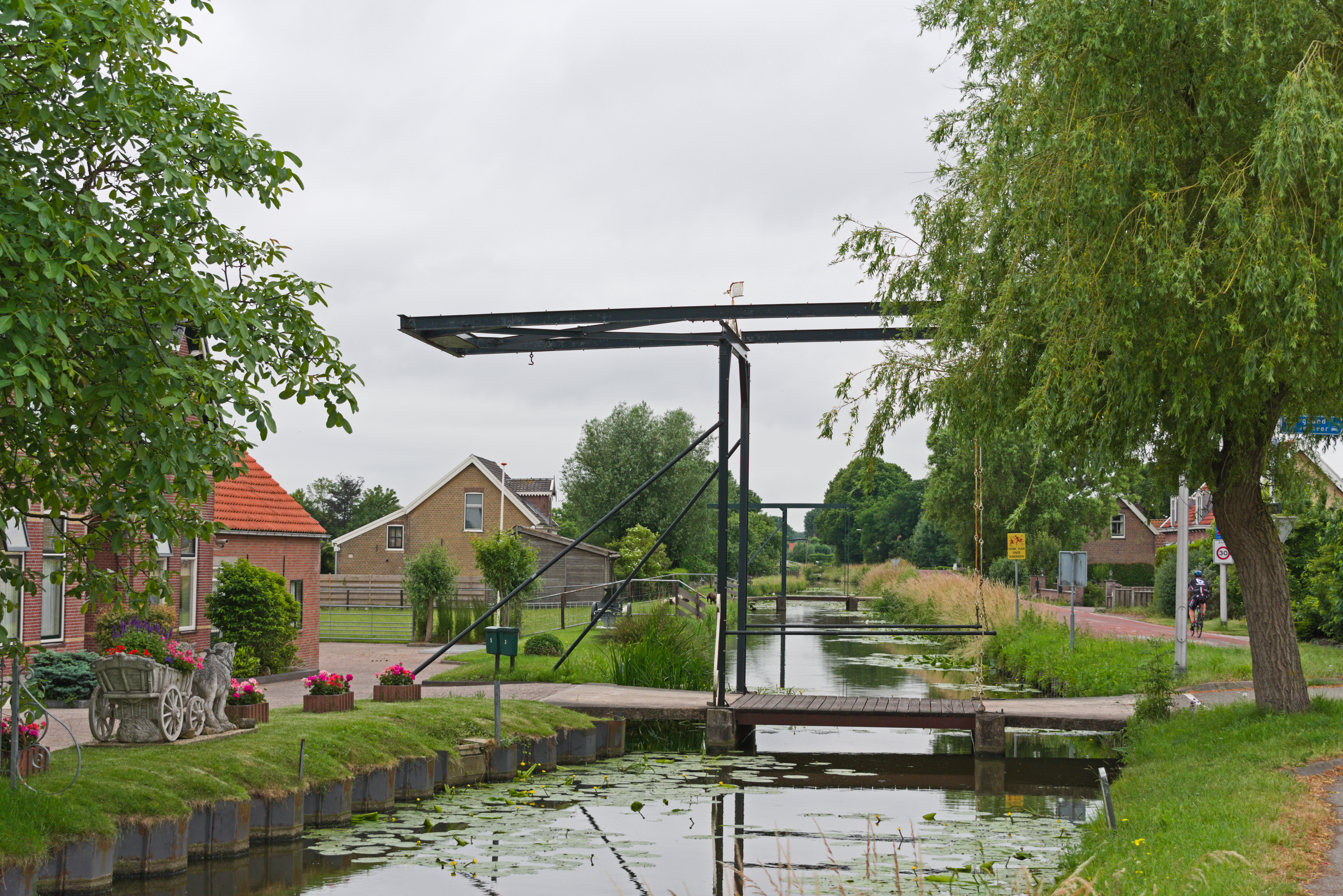
De Westgaag of Spartelvaart vormt de noordelijke grens van de Dijkpolder. Links is de Dijkpolder en rechts de Oude Campspolder.
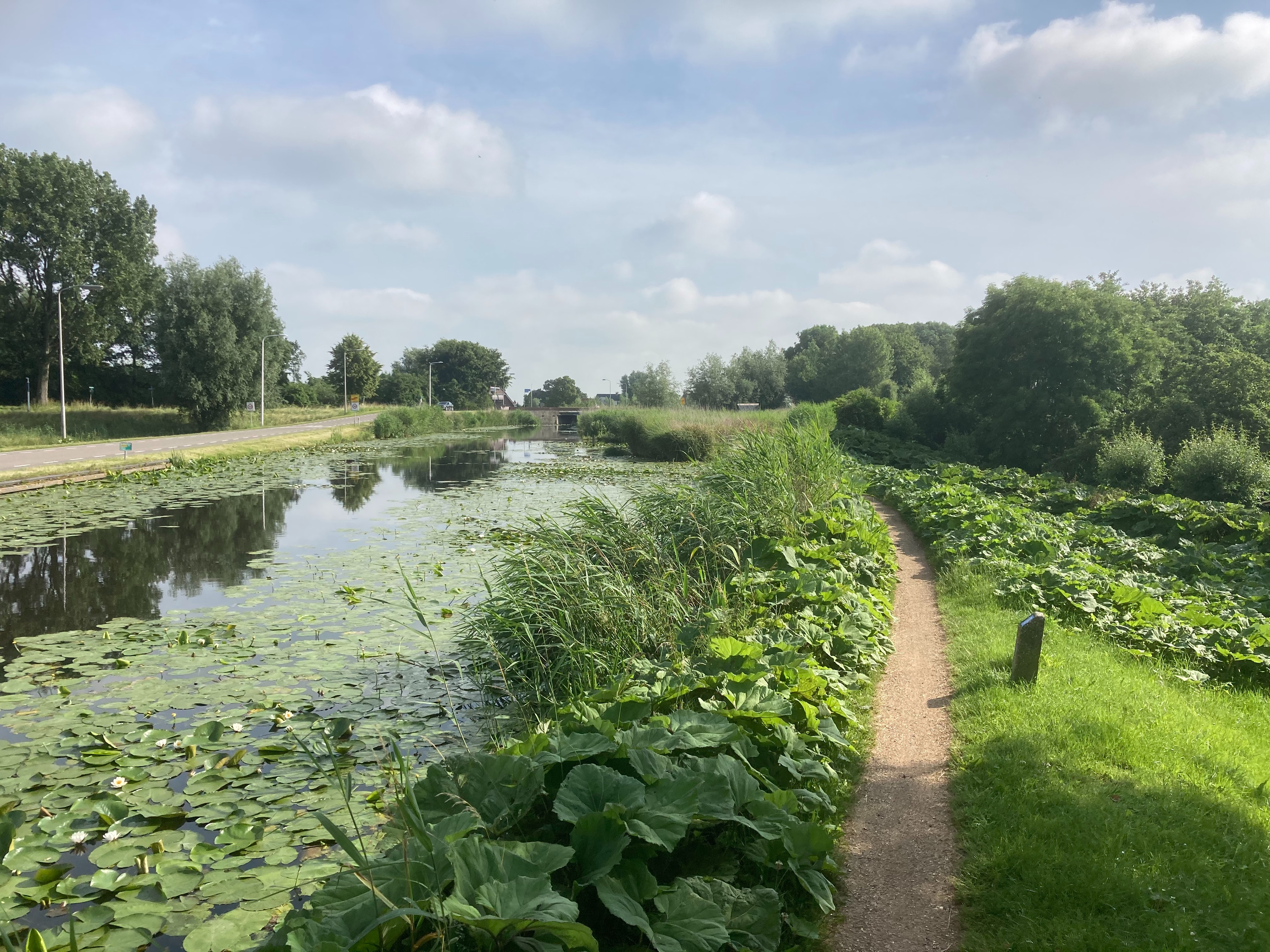
De Zuidgaag is de oostelijke begrenzing van de Dijkpolder. Links is de Dijkpolder en rechts de Commandeurspolder.
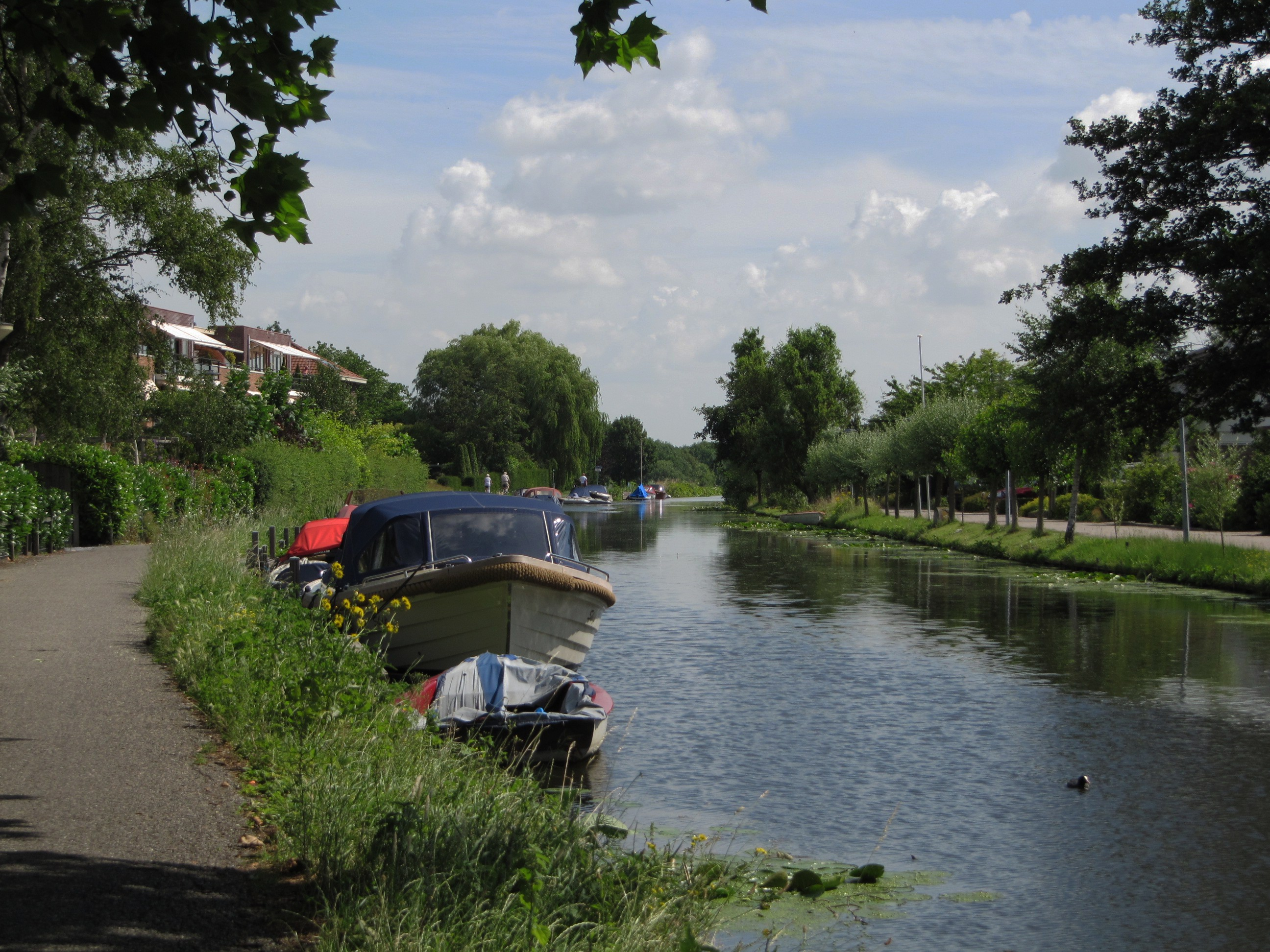
De Noordvliet is de zuidelijke grens van de Dijkpolder.
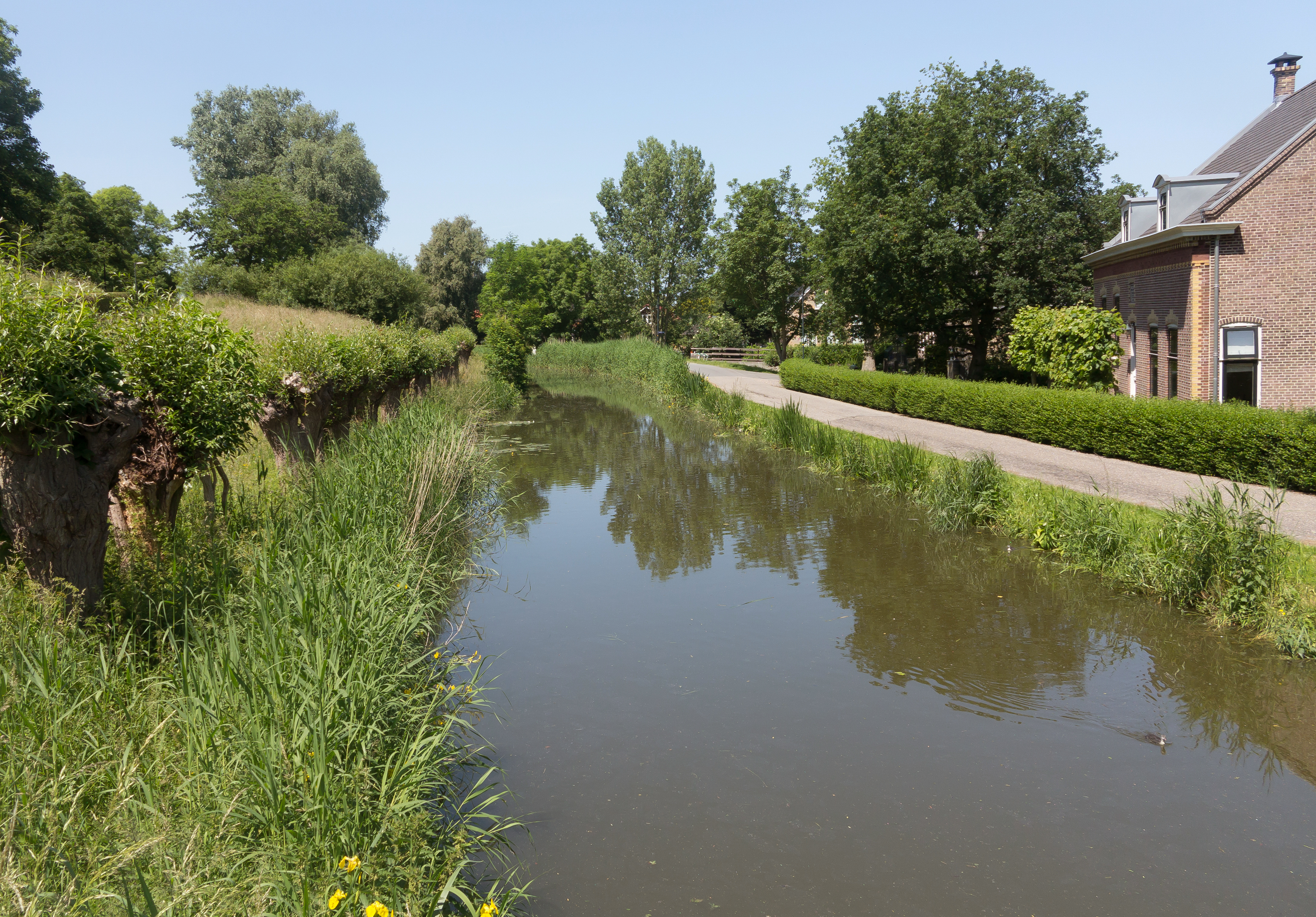
De Weverskade in Maassluis, met links de Maasdijk is de westelijke grens van de polder.

## Voetnoten
1. ↑  Noordam, Dirk Jaap (1986): Leven in Maasland: een hoogontwikkelde plattelandssamenleving in de achttiende en het begin van de negentiende eeuw, Uitgeverij Verloren, blz. 24
2. 1 2  Historie en landschap van de Dijkpolder, Commandeurspolder en de Duifpolder, door de Stichting Midden-Delfland is Mensenwerk, n.a.v. veldverkenningen en historisch onderzoek door Epko Bult, Henk Groenendaal, Jacques Moerman, Pia van Oord en Frits van Ooststroom, november 2011 (april 2012), blz. 5. Gearchiveerd op 25 februari 2023.
3. ↑  Historie en landschap van de Dijkpolder, Commandeurspolder en de Duifpolder, door de Stichting Midden-Delfland is Mensenwerk, n.a.v. veldverkenningen en historisch onderzoek door Epko Bult, Henk Groenendaal, Jacques Moerman, Pia van Oord en Frits van Ooststroom, november 2011 (april 2012), blz. 21. Gearchiveerd op 25 februari 2023.
4. ↑  IJsselstijn, Marcel & Mil van, Yvonne (2016): Atlas van het Westland, 10.000 jaar ruimtelijke ontwikkeling, uitgeverij: THOTH Bussum, ISBN 978-90-6868-720-0, pagina 78
5. ↑  Historie en landschap van de Dijkpolder, Commandeurspolder en de Duifpolder, door de Stichting Midden-Delfland is Mensenwerk, n.a.v. veldverkenningen en historisch onderzoek door Epko Bult, Henk Groenendaal, Jacques Moerman, Pia van Oord en Frits van Ooststroom, november 2011 (april 2012), blz. 22. Gearchiveerd op 25 februari 2023.
6. ↑  Historie en landschap van de Dijkpolder, Commandeurspolder en de Duifpolder, door de Stichting Midden-Delfland is Mensenwerk, n.a.v. veldverkenningen en historisch onderzoek door Epko Bult, Henk Groenendaal, Jacques Moerman, Pia van Oord en Frits van Ooststroom, november 2011 (april 2012), blz. 22-23. Gearchiveerd op 25 februari 2023.
7. ↑  Historie en landschap van de Dijkpolder, Commandeurspolder en de Duifpolder, door de Stichting Midden-Delfland is Mensenwerk, n.a.v. veldverkenningen en historisch onderzoek door Epko Bult, Henk Groenendaal, Jacques Moerman, Pia van Oord en Frits van Ooststroom, november 2011 (april 2012), blz. 15-18. Gearchiveerd op 25 februari 2023.